# Àtila cua-roig
L'àtila cua-roig (Attila phoenicurus) és una espècie d'ocell de la família dels tirànids (Tyrannidae) que habita boscos de l'oest, centre i sud del Brasil, nord-est de Bolívia i nord-est de l'Argentina.